# Watermark (album của Enya)
Watermark là album phòng thu thứ hai của ca sĩ người Ireland Enya, phát hành ngày 19 tháng 9 năm 1988 bởi WEA, Geffen Records và Reprise Records. Năm 1987, Enya ra mắt album đầu tay mang chính tên cô với những bản nhạc được cô thu âm cho loạt phim tài liệu The Celts trên BBC và gây ấn tượng với chủ tịch lúc bấy giờ của Warner Music UK là Rob Dickins, người sau đó đã thuyết phục nữ ca sĩ ký hợp đồng thu âm với hãng đĩa. Thỏa thuận hợp đồng của Enya cho phép cô được tự do sáng tạo nghệ thuật và không phải chịu nhiều sự can thiệp và thúc ép thời gian từ hãng đĩa. Enya thu âm Watermark trong mười tháng với những cộng sự lâu năm của cô như Nicky Ryan và vợ ông Roma Ryan. Ban đầu, đĩa nhạc được thu âm ở Ireland dưới dạng demo trước khi quá trình sản xuất được tiến hành tại London để thu âm lại, phối khí và master kỹ thuật số.
Watermark là một bản thu âm nhạc Celtic, ambient và new-age, mặc dù Enya tin rằng âm nhạc của cô không thuộc thể loại sau, trong đó giọng hát của nữ ca sĩ được xử lý qua nhiều lớp và kết hợp với nhiều loại nhạc cụ như đàn phím và bộ gõ. Sau khi phát hành, đĩa nhạc nhận được những phản ứng tích cực từ giới chuyên môn, trong đó họ đánh giá cao khâu sản xuất của album. Watermark cũng gặt hái những thành công đáng kể về mặt thương mại khi đứng đầu các bảng xếp hạng tại New Zealand và Thụy Sĩ, đồng thời lọt vào top 10 ở nhiều thị trường khác như Úc, Canada, Hà Lan, Đức, Nhật Bản, Na Uy, Tây Ban Nha, Thụy Sĩ và Vương quốc Anh. Đĩa nhạc đạt vị trí thứ 25 trên bảng xếp hạng Billboard 200, trở thành album đầu tiên của nữ ca sĩ vươn đến top 40 tại Hoa Kỳ, và sau đó được chứng nhận bốn đĩa Bạch kim bởi Hiệp hội Công nghiệp Ghi âm Hoa Kỳ (RIAA).
Bốn đĩa đơn đã được phát hành từ Watermark. Đĩa đơn mở đường "Orinoco Flow" đạt ngôi vị đầu bảng tại một số quốc gia và vươn đến top 10 ở nhiều thị trường khác, cũng như vươn đến vị trí thứ 24 trên bảng xếp hạng Billboard Hot 100 và nhận được hai đề cử giải Grammy ở hạng mục Album new age xuất sắc nhất và Video ca nhạc hình thái ngắn xuất sắc nhất tại lễ trao giải thường niên lần thứ 32. Đĩa đơn tiếp theo "Evening Falls..." cũng đạt được những thành công tương đối, trong khi hai đĩa đơn còn lại "Storms in Africa" và "Exile" chỉ được phát hành giới hạn. Để quảng bá album, Enya xuất hiện và trình diễn trên một số chương trình truyền hình và lễ trao giải lớn, bao gồm Top of the Pops và giải thưởng Âm nhạc Thế giới năm 1989. Tính đến nay, Watermark đã bán được hơn 11 triệu bản trên toàn cầu, và là một trong những album của nghệ sĩ nữ bán chạy nhất lịch sử.

## Danh sách bài hát
Tất cả những bản nhạc được Enya và Nicky Ryan biên soạn, trong khi toàn bộ lời bài hát được chắp bút bởi Roma Ryan.
| Watermark – Mặt 1 | Watermark – Mặt 1      | Watermark – Mặt 1 |
| STT               | Nhan đề                | Thời lượng        |
| ----------------- | ---------------------- | ----------------- |
| 1.                | "Watermark"            | 2:25              |
| 2.                | "Cursum Perficio"      | 4:09              |
| 3.                | "On Your Shore"        | 4:00              |
| 4.                | "Storms in Africa"     | 4:04              |
| 5.                | "Exile"                | 4:21              |
| 6.                | "Miss Clare Remembers" | 1:59              |

| Watermark – Mặt 2 | Watermark – Mặt 2       | Watermark – Mặt 2 |
| STT               | Nhan đề                 | Thời lượng        |
| ----------------- | ----------------------- | ----------------- |
| 7.                | "Orinoco Flow"          | 4:26              |
| 8.                | "Evening Falls..."      | 3:49              |
| 9.                | "River"                 | 3:12              |
| 10.               | "The Longships"         | 3:39              |
| 11.               | "Na Laetha Geal M'óige" | 3:56              |
| Tổng thời lượng:  | Tổng thời lượng:        | 40:05             |

| Watermark – Phiên bản tái phát hành năm 1989 và 1991 (bản nhạc bổ sung) | Watermark – Phiên bản tái phát hành năm 1989 và 1991 (bản nhạc bổ sung) | Watermark – Phiên bản tái phát hành năm 1989 và 1991 (bản nhạc bổ sung) |
| STT                                                                     | Nhan đề                                                                 | Thời lượng                                                              |
| ----------------------------------------------------------------------- | ----------------------------------------------------------------------- | ----------------------------------------------------------------------- |
| 12.                                                                     | "Storms in Africa (Part II)"                                            | 3:01                                                                    |
| Tổng thời lượng:                                                        | Tổng thời lượng:                                                        | 43:06                                                                   |

| Watermark – Phiên bản tái phát hành tại Nhật Bản năm 2009 (bản nhạc bổ sung) | Watermark – Phiên bản tái phát hành tại Nhật Bản năm 2009 (bản nhạc bổ sung) | Watermark – Phiên bản tái phát hành tại Nhật Bản năm 2009 (bản nhạc bổ sung) |
| STT                                                                          | Nhan đề                                                                      | Thời lượng                                                                   |
| ---------------------------------------------------------------------------- | ---------------------------------------------------------------------------- | ---------------------------------------------------------------------------- |
| 13.                                                                          | "Morning Glory"                                                              | 2:28                                                                         |
| Tổng thời lượng:                                                             | Tổng thời lượng:                                                             | 45:41                                                                        |

## Xếp hạng
| Bảng xếp hạng (1988-91)                  | Vị trí cao nhất |
| ---------------------------------------- | --------------- |
| Album Úc (ARIA)                          | 8               |
| Album Áo (Ö3 Austria)                    | 15              |
| Album Canada (RPM)                       | 3               |
| Album Hà Lan (Album Top 100)             | 5               |
| Album Phần Lan (Suomen virallinen lista) | 23              |
| Album Đức (Offizielle Top 100)           | 6               |
| Album Ý (FIMI)                           | 18              |
| Album Nhật Bản (Oricon)                  | 7               |
| Album New Zealand (RMNZ)                 | 1               |
| Album Na Uy (VG-lista)                   | 5               |
| Album Tây Ban Nha (PROMUSICAE)           | 5               |
| Album Thụy Điển (Sverigetopplistan)      | 5               |
| Album Thụy Sĩ (Schweizer Hitparade)      | 1               |
| Album Anh Quốc (OCC)                     | 5               |
| Album Hoa Kỳ Billboard 200               | 25              |
| Hoa Kỳ New Age Albums (Billboard)        | 1               |

| Bảng xếp hạng (1988)         | Vị trí |
| ---------------------------- | ------ |
| Album Hà Lan (Album Top 100) | 41     |
| Album Anh Quốc (OCC)         | 43     |

| Bảng xếp hạng (1989)                      | Vị trí |
| ----------------------------------------- | ------ |
| Album Úc (ARIA)                           | 29     |
| Album Canada (RPM)                        | 16     |
| Album Hà Lan (Album Top 100)              | 52     |
| Album Đức (Offizielle Top 100)            | 59     |
| Album Nhật Bản (Oricon)                   | 69     |
| Album Thụy Sĩ (Schweizer Hitparade)       | 17     |
| Album Anh Quốc (OCC)                      | 30     |
| Hoa Kỳ Billboard 200                      | 60     |
| Bảng xếp hạng (1990)                      | Vị trí |
| Hoa Kỳ New Age Albums (Billboard)         | 9      |
| Bảng xếp hạng (1991)                      | Vị trí |
| Hoa Kỳ New Age Albums (Billboard)         | 17     |
| Bảng xếp hạng (1992)                      | Vị trí |
| Hoa Kỳ New Age Albums (Billboard)         | 5      |
| Album Anh Quốc (OCC)                      | 100    |
| Bảng xếp hạng (1993)                      | Vị trí |
| Hoa Kỳ New Age Albums (Billboard)         | 2      |
| Bảng xếp hạng (1994)                      | Vị trí |
| Hoa Kỳ New Age Albums (Billboard)         | 9      |
| Bảng xếp hạng (1995)                      | Vị trí |
| Album Úc (ARIA)                           | 75     |
| Bảng xếp hạng (1996)                      | Vị trí |
| Album Úc (ARIA)                           | 83     |
| Bảng xếp hạng (1997)                      | Vị trí |
| Hoa Kỳ New Age Catalog Albums (Billboard) | 1      |
| Bảng xếp hạng (1998)                      | Vị trí |
| Hoa Kỳ New Age Catalog Albums (Billboard) | 5      |

## Chứng nhận
| Quốc gia                                                                           | Chứng nhận  | Số đơn vị/doanh số chứng nhận |
| ---------------------------------------------------------------------------------- | ----------- | ----------------------------- |
| Argentina (CAPIF)                                                                  | Bạch kim    | 60.000^                       |
| Úc (ARIA)                                                                          | 6× Bạch kim | 420.000^                      |
| Bỉ (BEA)                                                                           | Bạch kim    | 50.000*                       |
| Brasil (Pro-Música Brasil)                                                         | Bạch kim    | 250.000*                      |
| Canada (Music Canada)                                                              | 3× Bạch kim | 300.000^                      |
| Pháp (SNEP)                                                                        | 2× Vàng     | 200.000*                      |
| Đức (BVMI)                                                                         | Bạch kim    | 500.000^                      |
| Nhật Bản (RIAJ)                                                                    | 2× Bạch kim | 400.000^                      |
| Hà Lan (NVPI)                                                                      | Bạch kim    | 100.000^                      |
| New Zealand (RMNZ)                                                                 | Bạch kim    | 15.000^                       |
| Hàn Quốc (KMCA)                                                                    | —           | 140,000                       |
| Tây Ban Nha (PROMUSICAE)                                                           | 5× Bạch kim | 500.000^                      |
| Thụy Sĩ (IFPI)                                                                     | Bạch kim    | 50.000^                       |
| Anh Quốc (BPI)                                                                     | 4× Bạch kim | 1.200.000^                    |
| Hoa Kỳ (RIAA)                                                                      | 4× Bạch kim | 4.000.000^                    |
| Tổng hợp                                                                           |             |                               |
| Toàn cầu                                                                           | —           | 11,000,000                    |
| * Chứng nhận dựa theo doanh số tiêu thụ. ^ Chứng nhận dựa theo doanh số nhập hàng. |             |                               |

## Lịch sử phát hành
| Khu vực  | Ngày              | Định dạng   | Hãng đĩa           |
| -------- | ----------------- | ----------- | ------------------ |
| Châu Âu  | 19 tháng 9, 1988  | CD cassette | WEA                |
| Hoa Kỳ   | 10 tháng 1, 1989  | CD cassette | Geffen             |
| Hoa Kỳ   | 11 tháng 12, 1991 | CD cassette | Reprise            |
| Nhật Bản | 4 tháng 3, 2009   | CD          | Warner Music Japan |
| Toàn cầu | 21 tháng 10, 2016 | LP          | WEA Reprise        |